# Беш-Джыгач
Беш-Джыгач (кирг. Беш-Жыгач) — село в Ноокенском районе Джалал-Абадской области Кыргызстана. Входит в состав Массынского айылного аймака.

## География
Село расположено в южной части области, на расстоянии приблизительно 1 километра (по прямой) к югу от села Масы, административного центра района. Абсолютная высота — 643 метра над уровнем моря.

## Население
Согласно оценочным данным Национального статистического комитета Кыргызской Республики, численность населения села на начало 2023 года составляла 686 человек.
| год     | 2009 | 2014 | 2015 | 2020 | 2021 | 2023 |
| ------- | ---- | ---- | ---- | ---- | ---- | ---- |
| человек | 391  | 796  | 562  | 639  | 659  | 686  |